# Liste der Bischöfe von Monopoli
Die folgenden Personen waren Bischöfe von Monopoli (Italien):
- Basilius um 649
- Eucherius: um 701
- Selperius: um 720

- 1033: Leon I.
- 1059–1060: Deodato
- 1065–1070: Smaragdo
- 1071–1076: Pietro I.
- 1077–1118: Romualdo
- 1118–1144: Nicolo I.
- 1147: Leone II.
- 1147–1176: Michele I.
- 1176–1187: Stefan
- 1187–1202: Pagano
- 1202–1218: Guglielmo I.
- 1218–1226: Matteo
- 1227–1238: Giovanni I.
- 1238–1255: Guglielmo II.
- 1255–1274: Giulio I.
- 1282–1286: Pasquale I.
- 1286–1287: Pietro II. Saraceno
- 1288–1309: Roberto
- 1309–1311: Nicoló II. Buccafingo
- 1312–1316: Francesco I.
- 1316–1339: Pasquale II. Brigantino
- 1339–1342: Dionysius
- 1342–1357: Marco I. di Leone de Arcade
- 1357–1372: Pietro III. de Oriello
- 1372–1382: Giovanni II.
- 1382–1385: Francesco II. Carbone
- 1385–1391: Pietro IV.
- 1400–1404: Marco II. de Teramo
- 1404–1405: Urso oder Ursillo de Afflicto
- 1405–1421: Oddo oder Oddone de Mormillis
- 1421–1431: Giosué de Mormillis
- 1431–1438: Pietro V. Orso
- 1438–1456: Antonio I. del Piede
- 1456–1484: Alessandro Manfredi
- 1485–1508: Urbano de Caragnano
- 1508–1512: Michele II. Claudio
- 1515–1539: Teodoro de Piis
- 1546–1561: Ottaviano Preconio
- 1561–1569: Fabio Pignatelli
- 1572–1574: Alfonso I. Alvarez Querrero
- 1577–1597: Alfonso II. Porzio
- 1598–1608: Juan III. Lopez, O.P.
- 1608–1625: Giovanni Giacomo II. Macedonio
- 1627–1636: Giulio II. Masi
- 1640–1651: Francesco III. Sorgente
- 1654–1664: Benito Sanchez de Herrera
- 1664–1696: Giuseppe I. Cavalieri
- 1697: Carlo I. Tilly
- 1698–1701: Gaetano de Andrea
- 1704–1706: Alfonso II. F. Dominquez
- 1707–1722: Nicoló III. Centomani
- 1724–1738: Giulio III. Sacchi
- 1739–1754: Francesco IV. Iorio
- 1754–1761: Ciro de Aletriis
- 1761–1778: Giuseppe II. Cacace
- 1781–1782: Domenico Russo
- 1785–1804: Raimondo Fusco
- 1805–1822: Lorenzo Villani
- 1824–1842: Michele III. Palmieri
- 1844–1854: Luigi I. Giamporcaro
- 1854–1858: Francesco V. Pedicini
- 1859: Luigi II. Riccio
- 1860–1871: Federico Tolinieri
- 1871–1883: Antonio III. Dalena
- 1883–1885: Carlo II. Caputo (auch Bischof von Aversa, später Apostolischer  Nuntius in Bayern)
- 1886–1901: Francesco VI. d’Albore
- 1902–1912: Francesco VII. di Costanzo
- 1913–1919: Nicola IV. Monterisi (auch Erzbischof von Chieti)
- 1920–1925: Agostino Migliore
- 1927–1940: Antonio IV. Melomo (auch Erzbischof von Conza)
- 1941–1951: Gustavo Bianchi
- 1952–1967: Carlo III. Ferrari (auch Bischof von Mantua)
- 1969–1986: Antonio D’Erchia (auch Bischof von Conversano-Monopoli)

Fortsetzung unter Liste der Bischöfe von Conversano